# Токійський океанографічний університет
Токійський океанографічний університет (яп. 東京海洋大学, とうきょうかいようだいがく; англ. Tokyo University of Marine Science and Technology) — державний університет у Японії. Розташований за адресою: префектура Токіо, район Мінато, квартал Конан 4-5-7. Відкритий у 2003 році. Скорочена назва — Каййо́-дай (яп. 海洋大, かいようだい).

## Факультети
- Океанографічний факультет (яп. 海洋科学部)
- Океано-технічний факультет (яп. 海洋工学部)

## Аспірантура
- Аспірантура океанографії і технологій (яп. 海洋科学技術研究科)